# Фош, Фердинанд
Фердина́нд Фош (фр. Ferdinand Foch, 2 октября 1851, Тарб — 20 марта 1929, Париж) — французский военный деятель, военный теоретик. Французский военачальник времён Первой мировой войны, маршал Франции c 6 августа 1918 года. После начала Весеннего наступления, масштабной операции Германской империи с целью прорыва фронта, Фош был назначен Главнокомандующим союзными войсками.

## Биография

### Ранние годы
Фердинанд Фош родился в семье чиновника в городе Тарбе, департамент Верхние Пиренеи. Он посещал школу в Тарбе и учился в иезуитском колледже города Сент-Этьена.
В 1870 году он был призван в пехотный полк. После Франко-прусской войны Фош решил продолжить военную карьеру. В 1871 году поступил в Высшую Политехническую школу. Фош обучение не закончил, но из-за нехватки младших офицеров в армии в 1873 году получил звание лейтенанта в 24-м артиллерийском полку.
В 1887 году окончил Академию Генштаба, затем преподавал там общую стратегию с 1890 года, а в 1895 году стал профессором. В это время Фош занимался изучением наполеоновской тактики и её применением в современных условиях. В 1903 году он получил звание полковника и занял должность командующего 35-м артиллерийским полком. 8 октября 1908 года возглавил Академию Генштаба. Занимался исследованиями в области военной истории и тактики. В 1910 Фош участвовал в военных манёврах российской армии. 2 августа 1911 Фош назначен командиром 13-й пехотной дивизии, с 17 декабря 1912 — командир VIII армейского корпуса, а 11 августа 1913 стал командиром XX армейского корпуса, расквартированного в Нанси и являвшегося частью 2-й армии.

### Первая мировая война
В начале Первой мировой войны в августе 1914 XX армейский корпус под командованием Фоша принимал участие в Пограничном сражении и Лотарингской операции. С 29 августа 1914 он командовал армейской группой «Фош», состоявшей из нескольких корпусов и дивизий. 5 сентября эта группа была преобразована в 9-ю армию, которая участвовала в битве на Марне. Bо время этой битвы стала знаменитой фраза из апокрифической телеграммы Фоша генералу Жоффру:

Мой центр сдаёт, правый фланг отступает, положение превосходное. Я атакую.Оригинальный текст (фр.)Mon centre cède, ma droite recule, situation excellente. J'attaque.

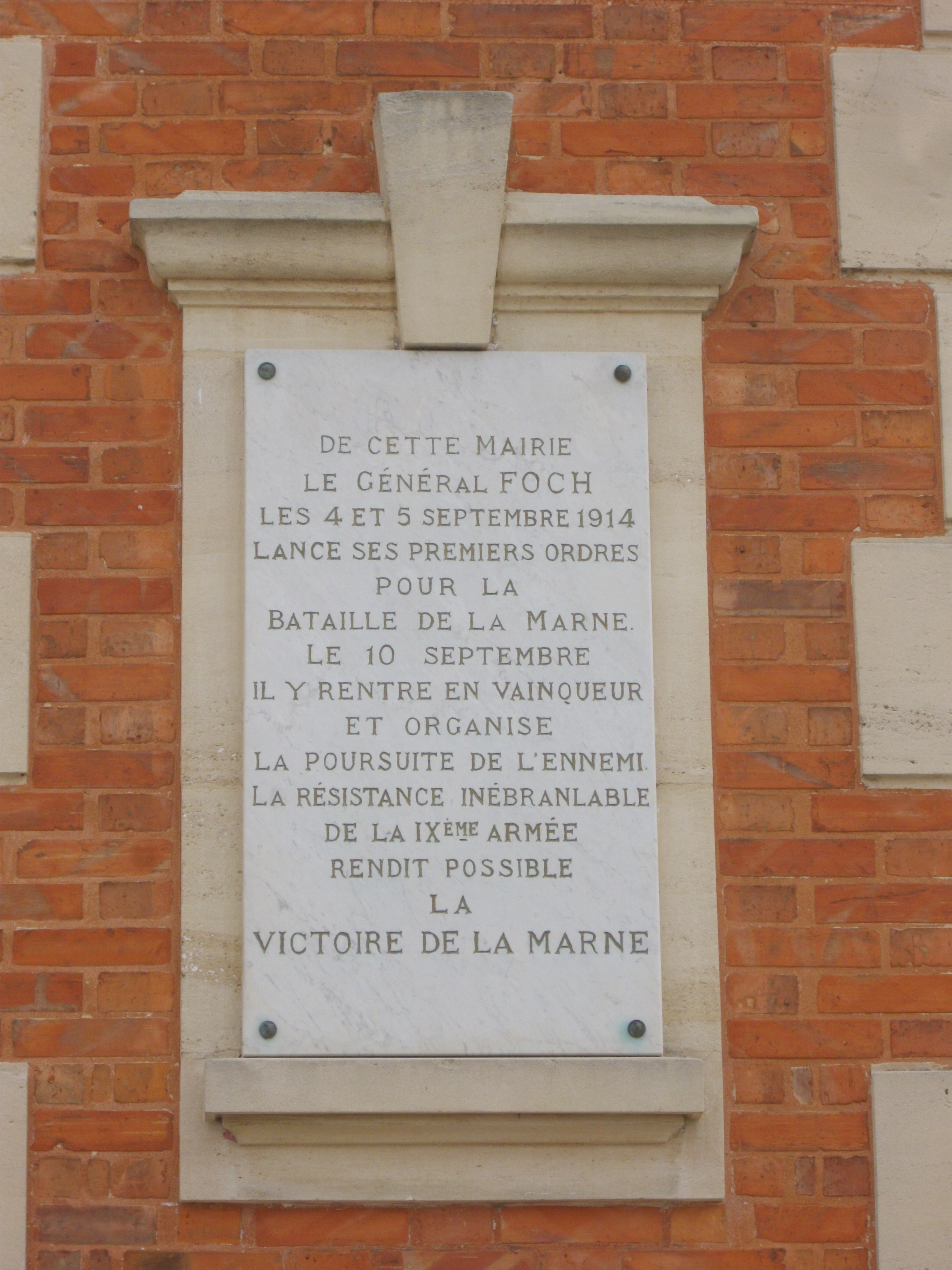
Мемориальная доска на здании мэрии в Фер-Шампенуаз

13 июня 1915 возглавил группу армий «Север». За руководство наступлением на Сомме, которое не достигло всех поставленных целей и привело к потере более 600 тыс. человек, Фош был отправлен в отставку и назначен главой Центра военных исследований.
С 15 мая 1917 по 28 декабря 1918 был начальником Генерального штаба, одновременно, с 26 марта по 11 ноября 1918 года — Верховный главнокомандующий союзными войсками во Франции. Стал членом Французской академии в 1918 году. Сыграл значительную роль в победе союзников над коалицией центральных держав. 11 ноября 1918 года в своём железнодорожном вагоне Фош подписал Компьенское перемирие, завершившее Первую мировую войну. У. Черчилль в своём первом томе «Второй Мировой Войны» (1948) и Поль Рейно в «Мемуарах», утверждали, что маршал Фош, узнав о подписании мирного договора в Версале в 1919 году, заявил: «Это не мир, это перемирие на 20 лет!..».

### Послевоенное время
С 30 октября 1920 по 20 марта 1929 являлся членом Высшего военного совета (Conseil Supérieur de la Guerre) и сыграл заметную роль в интервенции союзников в России. Стал автором военно-теоретических работ и мемуаров.

## Семья
- Единственный сын маршала, лейтенант Жермен Фош, и зять, капитан Бекур, погибли в боях на Маасе в 1914 году.

## Память

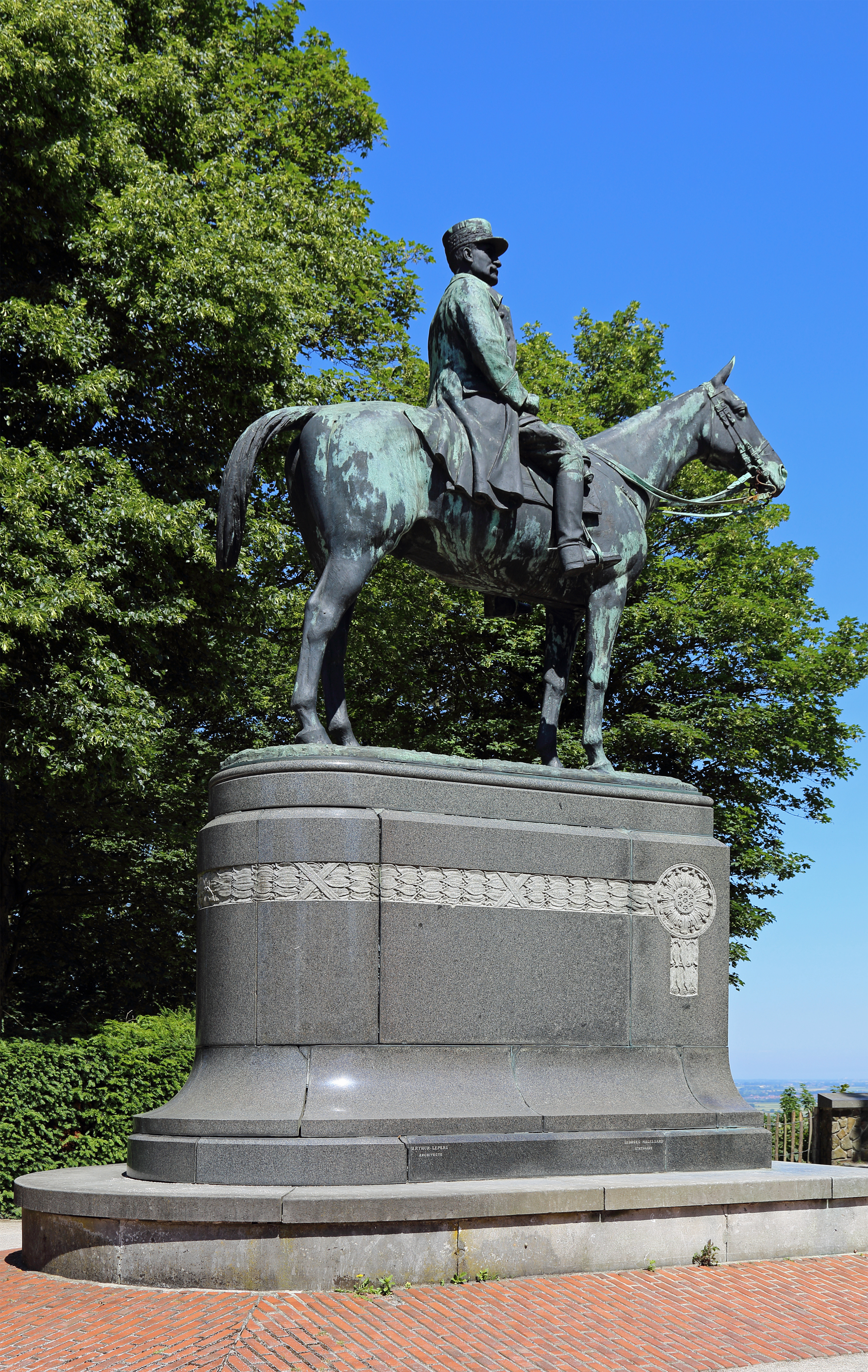
Конная статуя маршала Фоша. Кассель, 1928, работа скульптора Ж. Малиссара

Надгробие в Доме инвалидов в Париже

- В честь маршала были названы два корабля ВМС Франции — крейсер и авианосец.

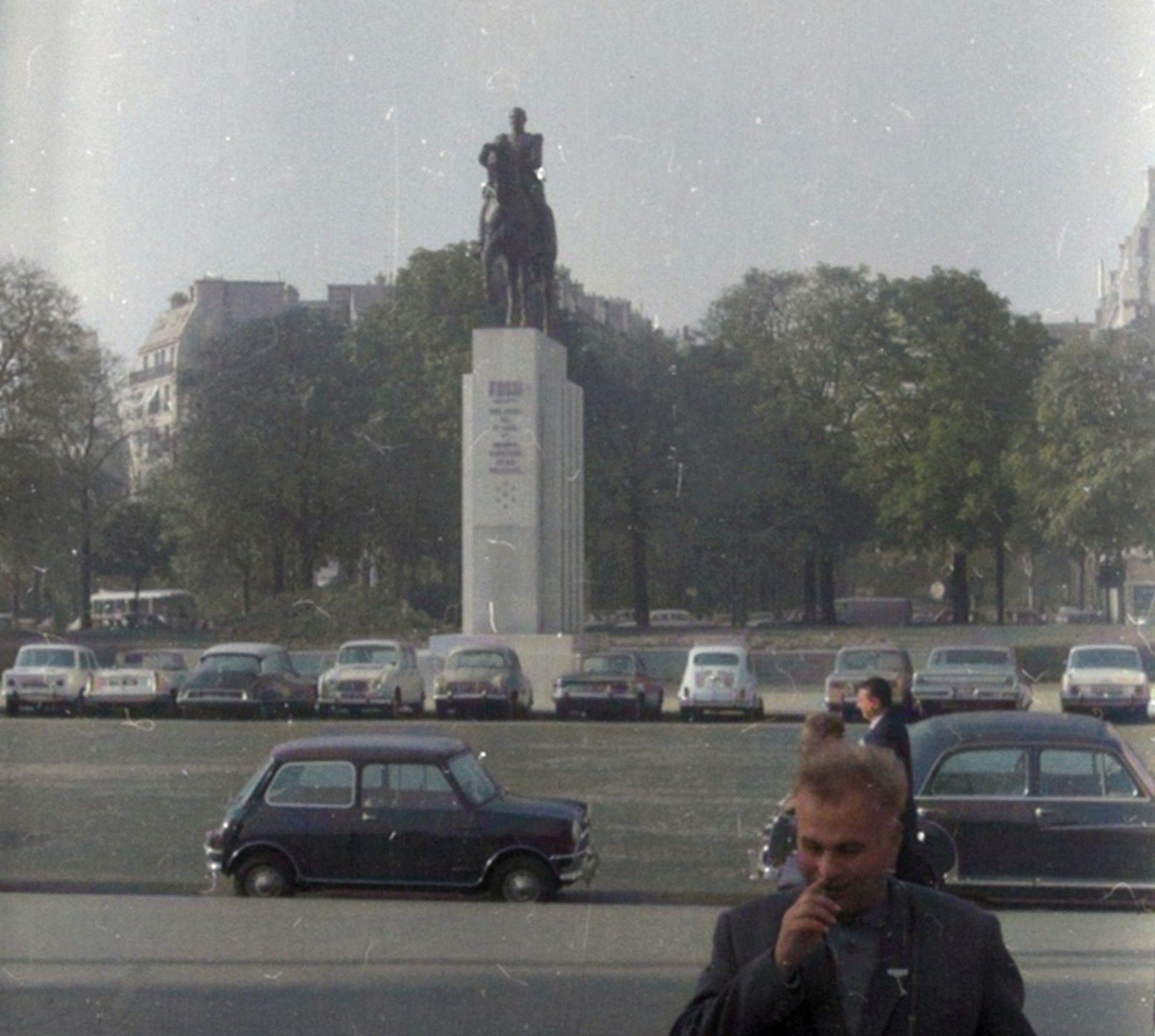
Конная статуя маршала Фоша в Париже напротив Дворца Шайо

- Конная статуя маршала Фоша в Париже напротив Дворца ШайоВ Париже, Лондоне и Касселе Фошу установлены памятники.
- В Лионе одна из главных транспортных артерий на левом берегу Роны названа авеню Фош, на ней находится станция метро «Фош».
- В честь маршала была названа тяжёлая противотанковая САУ на базе тяжёлого танка AMX 50.
- Улицы Фоша и Маршала Фоша есть во многих городах мира.
- Именем Фоша назван остров Иль-Фош в составе архипелага Кергелен.
- В честь маршала назван тёмноокрашенный технический сорт винограда Маршал Фош.

### В других странах
- Именем Фоша назван город Фошвилл в ЮАР.
- В 1930-х годах в честь маршала была переименована Французская улица в Ровно.
- В Шанхае времён Китайской республики по авеню Фош (существовала под этим названием в период с 1920 по 1945 года), названной в честь маршала, проходила граница между Французской концессией и Международным сеттльментом.
- Во время Второй мировой войны в Словакии существовал партизанский отряд из французов, бежавших из фашистского плена, носивший имя маршала Фоша.

## Воинские звания
- Маршал Франции (6 августа 1918 года)
- Британский фельдмаршал (19 июля 1919 года)
- Маршал Польши (13 апреля 1923 года)

## Награды
- Кавалер Большого креста ордена Почётного легиона (8 октября 1915, великий офицер — 18 сентября 1914, командор — 31 декабря 1913, офицер — 11 июля 1908, кавалер — 9 июля 1892)
- Воинская медаль (21 декабря 1916)
- Военный крест 1914—1918
- Медаль в память войны 1870—1871
- Офицер ордена Академических пальм

Награды иностранных государств
- Кавалер Большого креста ордена Леопольда I (Бельгия)
- Почётный Рыцарь Большого креста ордена Бани (Великобритания)
- Почётный кавалер ордена Заслуг (Великобритания)[6]
- Кавалер ордена «За выдающиеся заслуги» (Великобритания)
- Кавалер Большого креста ордена Спасителя (Греция)
- Военный орден Лачплесиса 3-й степени (Латвия)[7]
- Кавалер Большого креста ордена Алауитского трона (Марокко)
- Кавалер ордена Белого орла (Польша, 15 апреля 1923)
- Кавалер Большого креста ордена «Virtuti Militari» (Польша, 15 апреля 1923 г., кавалер серебряного креста — 1921)[8]
- Крест Храбрых — четырёхкратное награждение (Польша, 1921)[9]
- Кавалер Ордена Святого Георгия 2-й степени (Российская империя, декабрь 1916 г.[10], кавалер 4-й степени — 4 мая 1916[11][12])
- Великий рыцарь-командор ордена Рамы (Сиам, 16 ноября 1918)
- Медаль «За выдающиеся заслуги» (США)
- Крест Свободы 1-го класса 1-й степени (Эстония)

## Сочинения
- Les principes de la guerre (1903)
- La conduite de la guerre (1904)